# Irène Zurkinden
Irène Zurkinden (11 décembre 1909 à Bâle - 27 décembre 1987 à Bâle) est une peintre suisse.

## Biographie
Irène Zurkinden a passé son enfance à Bâle et à Münchenstein. Son père, originaire de Fribourg, était douanier et sa mère, Jeanne, était professeur de danse. La maison familiale était très ouverte à la musique. C’est pour cela que la jeune fille, qui souhaitait devenir styliste, a pu s’inscrire à l’École des arts et métiers de Bâle en 1925. Là, elle a pris des cours de dessin auprès d’Albrecht Mayer (1875–1952), elle s’est formée à la théorie des couleurs avec Arnold Fiechter (1879–1943) et aux estampes avec Fritz Baumann (1886–1942). Ce sont des dessins de portraits qui ont essentiellement été créés jusqu’à la fin de ses études en 1929. 

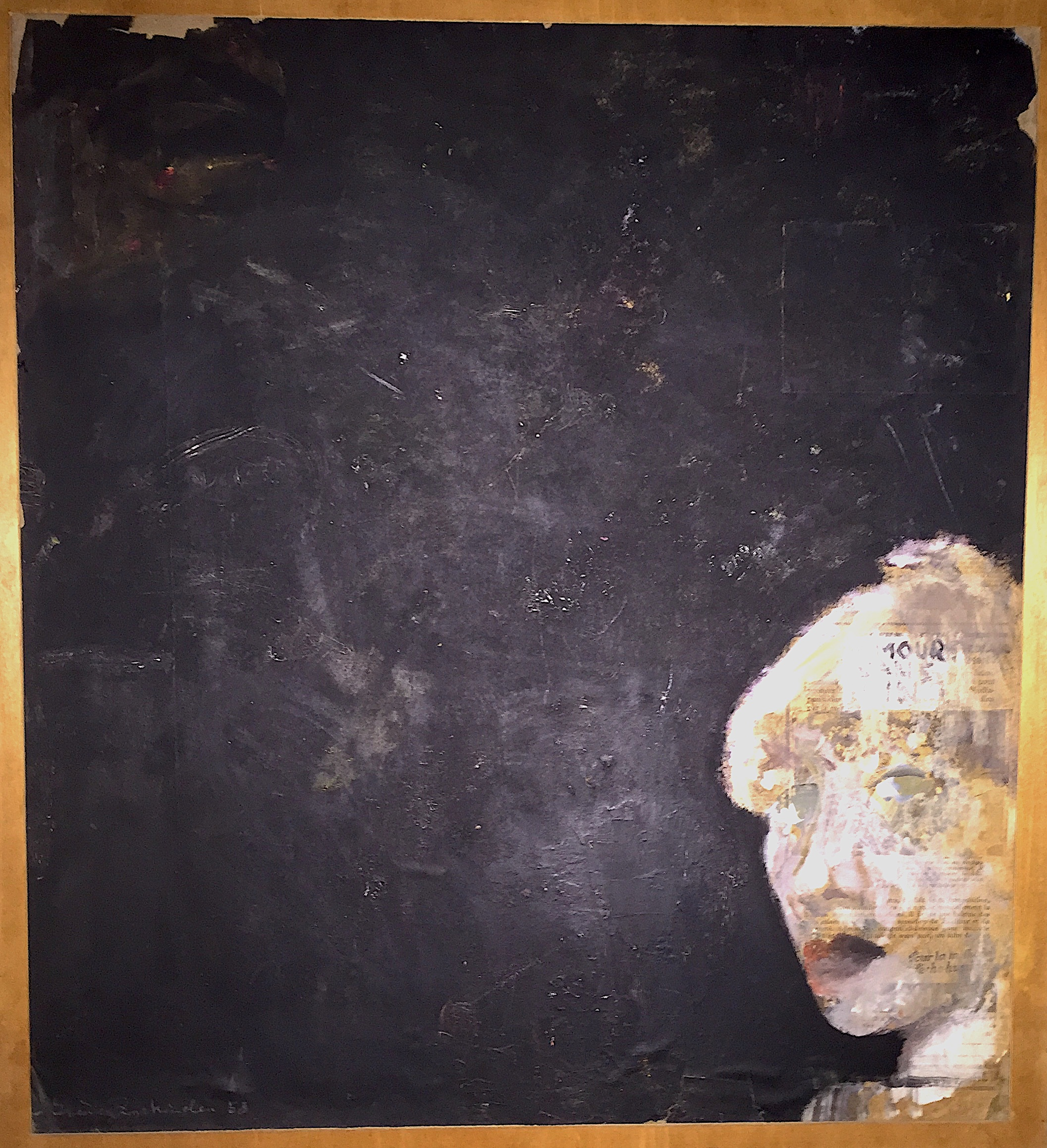
Irène Zurkinden: Autoportrait. (1932 Tempera sur papier journal)

La même année, Zurkinden a entrepris son premier voyage à Paris où elle a suivi une formation à l’Académie de la Grande Chaumière. Zurkinden a vécu quelques mois de l’année 1932 à Paris avec Meret Oppenheim, avec laquelle elle est devenue amie depuis les années 1927/1928 environ. Dans les années qui suivirent la fin de ses études, Zurkinden a peint une multitude de paysages urbains dans un style qui s’est orienté clairement vers l’impressionnisme. Pendant cette période, elle a habité entre Paris et Bâle où elle a acquis une réputation de portraitiste demandée. De 1932 à 1972, l’artiste est restée liée à la Galerie Marguerite Schulthess dans la Basler Aeschenvorstadt en réalisant une exposition par an. Après le décès de Marguerite Schulthess, Zurkinden a fait partie intégrante de la Galerie Riehentor de Bâle dont la propriétaire, Trudl Bruckner, était l’un des membres fondateurs de Basler ART. La Galerie Beyeler a présenté l’artiste au cours d’une exposition individuelle à la Bäumleingasse à Bâle en 1980.  
En automne 2023 la Meredith Rosen Gallery à New York a présenté l'artiste au cours d'une exposition individuelle. 
En 1934, Zurkinden fait la rencontre du musicien de jazz Kurt Fenster. Il est le fils d’un artiste de cirque brésilien et d’une Allemande. Au cours de la dictature national-socialiste, Fenster a émigré à Paris. Le couple a vécu plusieurs années dans la métropole française. Lorsque la Seconde Guerre mondiale a éclaté, Zurkinden est retournée en Suisse. Leurs fils Nicolas (Kolka) (*1937) et Stephan (*1943), nés de cette relation, ont grandi chez leur mère à Bâle.
À partir de 1942, Zurkinden a participé aux expositions du Gruppe 33. Pendant la seconde moitié des années 1930 et au cours du début des années 1940, des œuvres inspirées par le surréalisme ont été réalisées. Le musée des Beaux-Arts de Bâle lui a rendu hommage en 1985 par le biais d’une grande rétrospective de son œuvre. 
Après la Seconde Guerre mondiale, Zurkinden a vécu à nouveau entre Bâle et Paris et elle a entrepris de plus longs voyages au Maroc (1948), en Espagne (1950/51) et en Italie (1952/53). Au cours de ces années, elle a conçu des costumes et des décors pour le théâtre de la ville de Bâle et elle a reçu de nombreuses commandes pour illustrer des livres. 

## Distinctions
- En 1978, distinction comme "Ehrespalebärglemer" par le Sperber-Kollegium Bâle[1].
- En 1986, le prix culturel de la ville de Bâle (de) lui a été décerné[2].
- La ville de Bâle a commémoré l’artiste en 2014 en appelant une place publique arborée la «Irène Zurkinden-Platz», un nouveau nœud de circulation près de la Dreispitz-Hochhaus qui a été projetée[3].

## Œuvres
- Autoportrait en chapeau de paille, 1929, LM, C. Bernoulli, Bâle
- Portrait de Paul Sacher, o. J., propriété Privée
- Meret à l'orange, 1932-1935, musée d'art de Bâle
- Pariser Dächer, 1934, Collection D'Art Public De Bâle-Ville
- Dialogue muet sur le bonheur, 1936, Collection privée
- Le Cirque du monde, o. J., Collection privée, Riehen
- Interieur mit geschmücktem Weihnachtsbaum, 1939, Merian-Iselin-Hôpital, Bâle
- La Gare d'Agen (Lot-et-Garonne), 1940, propriété privée
- Ballet lugubre, 1942, propriété Privée
- Friedhof in Paris, autour de 1950, la propriété privée de Barcelone
- Rêve : Cocteau mène la danse, 1962, propriété privée
- Paris, Gare Montparnasse, 1966, Collection de l'Hôtel "Les Trois Rois", Bâle
- Filles maboules sur le jeu de boules, 1975, propriété Privée
- Park in Paris, En 1985, propriété Privée

## Illustrations de livres
- Hans Christian Andersen : Die Schneekönigin. Märchen in sieben Geschichten mit fünf Farblithografien von Irène Zurkinden. Bern o. J. (ca. 1950)
- Colette : Die Freundin. Franz. Original La Seconde (erschienen 1931), ins Deutsche übertragen von Waltrud Kappeler und Louis Erlacher, mit Illustrationen von Irène Zurkinden, Zürich 1956
- Helen Vischer : Anmutig heiteres Lob und literarisches Denkmal für die Stadt Basel. Zürich 1956
- Maud Frère : Einsames Herz. Franz. Original La Grenouille, ins Deutsche übertragen von Marguerite Janson mit Illustrationen von Irène Zurkinden, Zürich 1962
- Barbey d'Aurevilly : Le rideau cramoisi. Mit elf Lithografien von Irène Zurkinden, Lausanne 1970
- Hermann Schneider : Der Mann mit dem Hifthorn. Basel o. J. (ca. 1971)
- Johann Wolfgang von Goethe : Aus den Memoiren des Marshalls von Bassompierre. Mit sieben Federzeichnungen von Irène Zurkinden, Basel 1974

## Liens
- Publications de et sur Irène Zurkinden, dans le catalogue en ligne de la Bibliothèque nationale allemande (DNB).
- Biographie et bibliographie dans sikart.ch (Schweizerisches Institut für Kunstwissenschaft).
- Tapan Bhattacharya, « Irène Zurkinden » dans le Dictionnaire historique de la Suisse en ligne, version du 25 janvier 2015.
- Irène Zurkinden dans Kunstkredit Sammlung.
- Portrait de Irène Zurkinden (ca. 1932). Photographie par Man Ray dans le Centre Pompidou.